# نگاشت شبکیه

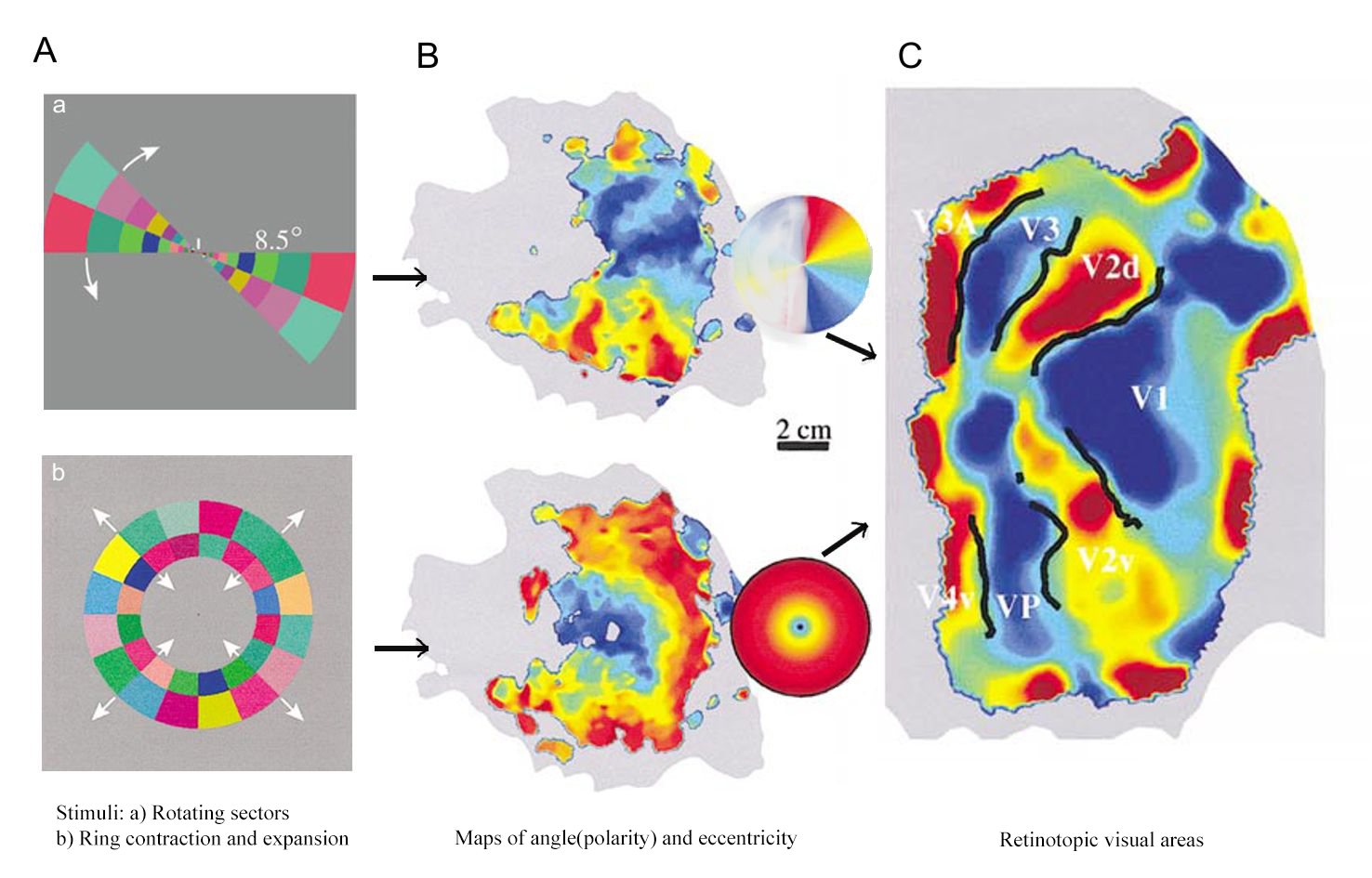
نقشه نگاشت شبکیه

نگاشت شبکیه، دانش و فن نقشه‌برداری مسیرهای عصبی از سلول‌های عصبی شبکیه به سلول‌های عصبی قشر بینایی مغز است. به‌طور کلی، این نگاشت به عنوان تجلی مرتبه دوم نواحی بینایی قشر مغزی، در مقابل نمایش‌های مرتبه اول مانند قشر بینایی اولیه قرار می‌گیرند.